# 452 a. C.
El año 452 a. C. fue un año del calendario romano prejuliano. En el Imperio romano se conocía como el Año del consulado de Lanado y Vaticano (o, menos frecuentemente, año 302 Ab urbe condita). 

## Acontecimientos
- En Roma, consulado de Tito Menenio Lanato y Publio Sestio Capitón Vaticano.

- Datos: Q235040